# Il Gioco (gioco popolare)

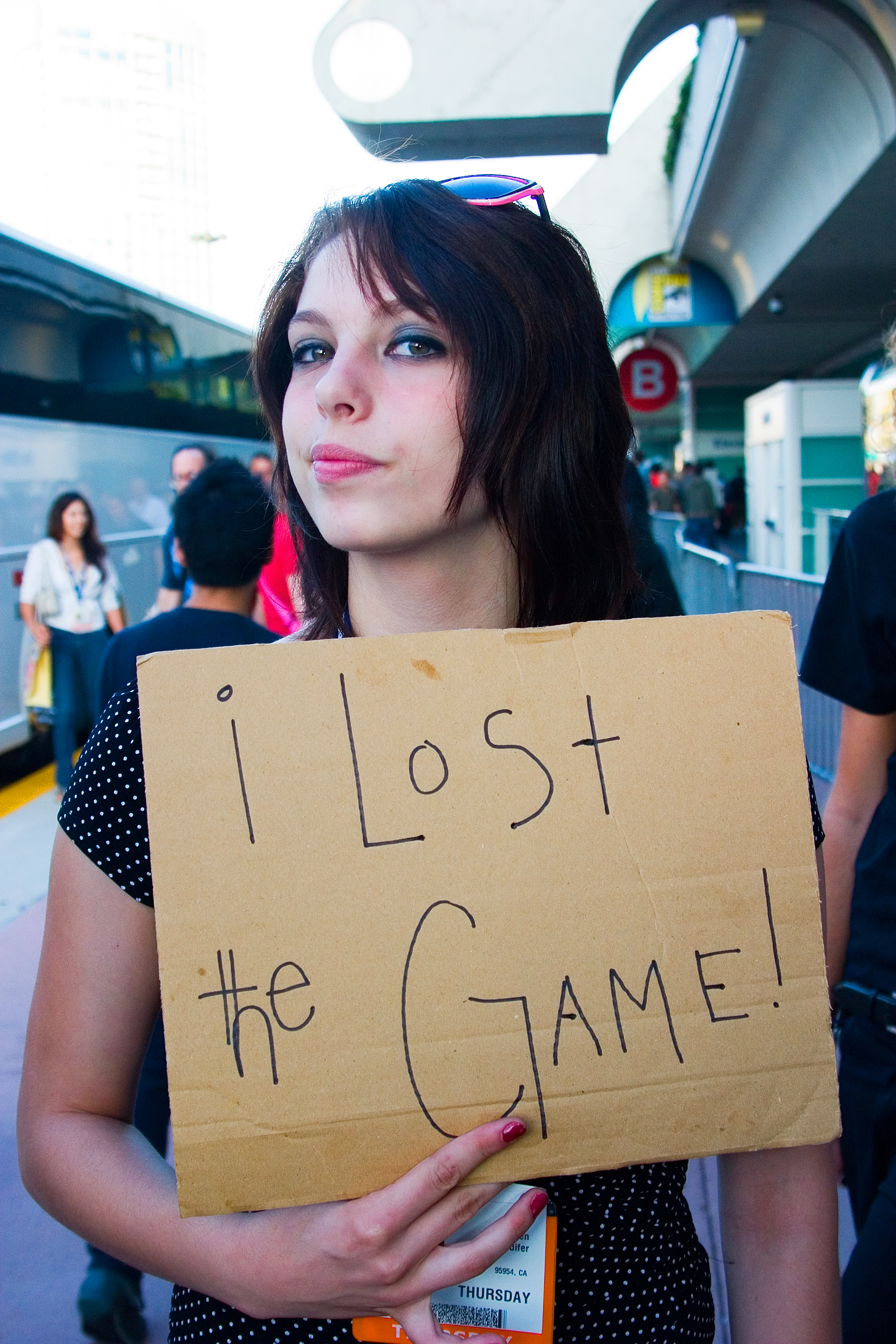
Una ragazza annuncia la sua sconfitta al Game al Comic-Con di San Diego nel luglio 2008.

Il Gioco (dall'inglese "The Game") è un gioco mentale il cui obiettivo è evitare di pensare al Gioco stesso. Chi pensa al Gioco sta perdendo al Gioco e deve annunciarlo a voce. Secondo le regole classiche è impossibile vincere, e ogni abitante del mondo sta giocando al Gioco in ogni momento, anche se in altre varianti solamente chi è a conoscenza del Gioco ci starebbe giocando.

## Origine
Le origini del Gioco sono incerte. L'ipotesi più comune è che Il Gioco derivi da un altro gioco mentale chiamato Finchley Central. Mentre nella versione originale di questo gioco i nomi delle stazioni venivano dati a turno, nel 1976 i membri della Cambridge University Science Fiction Society (CUSFS) svilupparono una variante in cui la prima persona a pensare alla stazione "Finchley Central" perdeva. Il gioco in questa forma dimostra un'elaborazione ironica, in cui i tentativi di sopprimere o evitare certi pensieri rendono quei pensieri più comuni o persistenti di quanto sarebbero normalmente.
Non si sa come questo sia poi diventato Il Gioco: un'ipotesi è che una volta diffusosi al di fuori dell'area della Grande Londra, si sia trasformato in tale a causa della scarsa conoscenza delle stazioni londinesi al di fuori della città. I creatori di "LoseTheGame.net", un sito web che si propone di catalogare le informazioni relative al fenomeno, hanno ricevuto messaggi da diversi ex membri del CUSFS che commentavano la somiglianza tra la variante di Finchley Central e il gioco moderno. Il primo riferimento noto a The Game è un post di un blog del 2002: l'autore afferma di averlo "scoperto online circa 6 mesi fa".

## Modalità di gioco

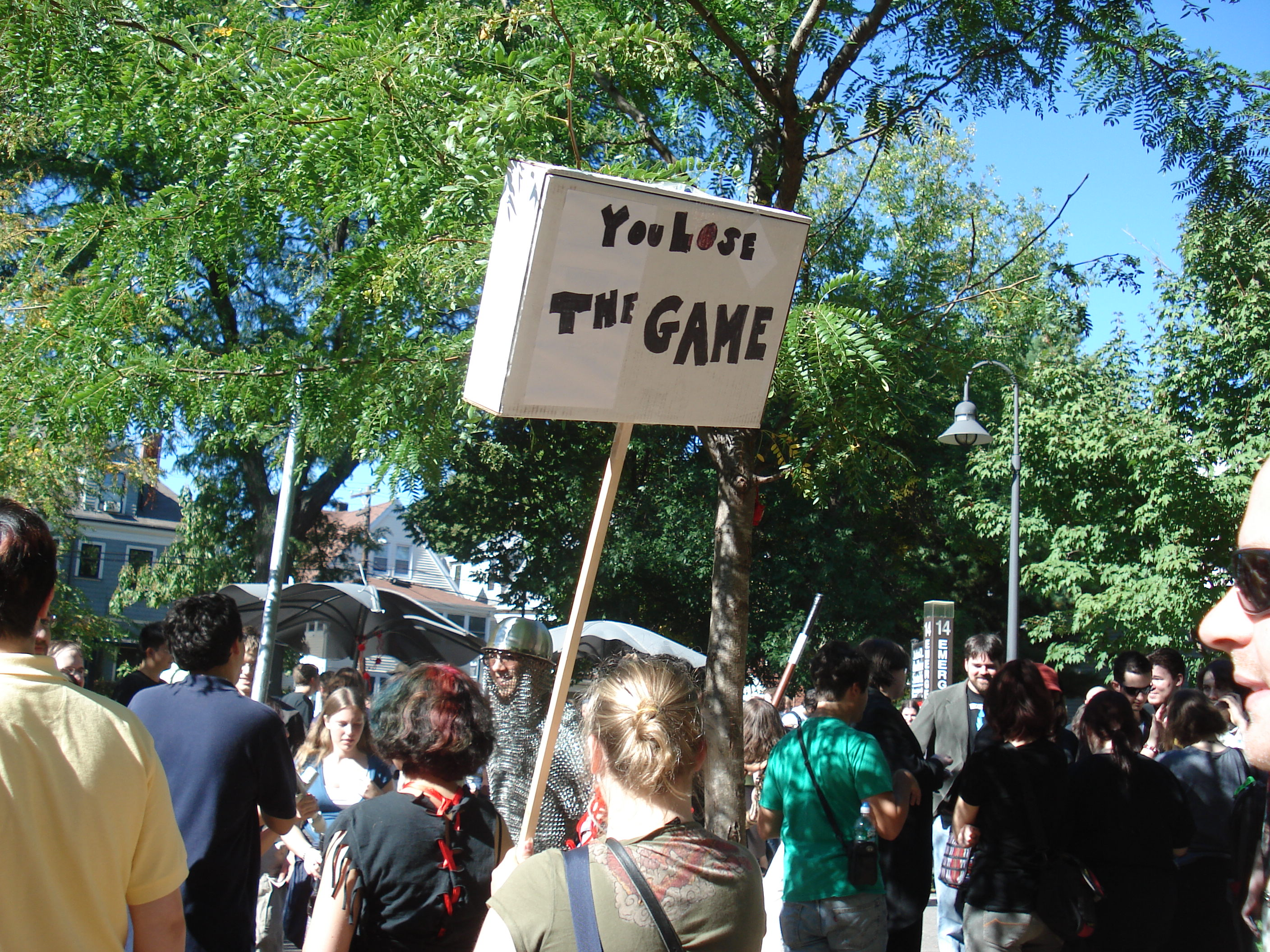
Una donna con un cartello con la scritta "Hai perso al Gioco"

Ci sono tre regole comunemente riportate per Il Gioco:
1. Tutti nel mondo stanno giocando al Gioco. (Questo può essere espresso anche come "Tutti al mondo che conoscono il Gioco stanno giocando al Gioco" o "Tu stai sempre giocando al Gioco.") Una persona non può rifiutarsi di giocare al Gioco; non è necessario il consenso per giocare e non si può mai smettere di giocare.
2. Ogni volta che si pensa al Gioco, si perde.
3. Ogni volta che si sta perdendo lo si deve annunciare.

### Possibili conclusioni
Le regole comuni non definiscono un punto in cui il Gioco finisce. Tuttavia, alcuni giocatori affermano che il gioco finisce quando il Primo Ministro del Regno Unito dice in televisione la frase "The Game is up." (Il Gioco è terminato).
Altre versioni invece terminerebbero con la vittoria di chi farebbe dire al Primo Ministro o al Sovrano inglese, oppure al papa la frase "Ho perso al Gioco". In questo caso il vincitore ha il permesso di dire "Ho vinto al Gioco".
L'edizione del 3 marzo 2008 del webcomic xkcd dichiara il suo lettore vincitore del Gioco, e quindi libero dal "virus mentale" di questo gioco.

## Accoglienza
Il gioco è stato descritto come impegnativo e divertente da giocare, ma anche come inutile, infantile e irritante. In alcuni forum di Internet, come Something Awful e GameSpy, e in diverse scuole, Il Gioco è stato bandito.